# Amara ovata
Amara ovata là một loài bọ chân chạy bản địa của châu Âu.